# Deutsche Gesellschaft für Elektronenmikroskopie
Die Deutsche Gesellschaft für Elektronenmikroskopie e.V. ist der Zusammenschluss der deutschen Elektronenoptiker. Gegründet wurde sie in Düsseldorf am 16. Februar 1949 auf Initiative von Bodo von Borries (1905–1956).
Die Deutsche Gesellschaft für Elektronenmikroskopie e.V. (DGE) umfasste bei ihrer Gründung die drei bis Ende der 1940er Jahre entstandenen Zentren der deutschen Elektronenmikroskopie: Die Gruppierungen um Ernst Ruska (Siemens & Halske), Ernst Brüche (AEG) und um Bodo von Borries (Gesellschaft für Übermikroskopie e.V.).
Der erste Vorstand setzte sich wie folgt zusammen: Ernst Ruska (1. Vorsitzender), Hans Mahl (2. Vorsitzender), Fritz Jung (Beisitzer), Walter Kikuth (Beisitzer), Otto Scherzer (Beisitzer), Bodo von Borries (Sekretär). Zu den späteren Vorsitzenden zählte unter anderem Heinz Niedrig.
Heute umfassen die Aufgaben der DGE die komplexen Anwendungsbereiche der Elektronenmikroskopie in allen wissenschaftlichen Disziplinen.